# Élections sénatoriales de 1998 dans les Ardennes
Les élections sénatoriales dans les Ardennes ont eu lieu le dimanche 27 septembre 1998. 
Elles ont eu pour but d'élire les sénateurs représentant le département au Sénat pour un mandat de neuf années.

## Contexte départemental
Lors des élections sénatoriales du 24 septembre 1989 dans les Ardennes, un sénateur UDF-CDS et un RPR ont été élus, Maurice Blin et Jacques Sourdille.
Depuis, tous les effectifs du collège électoral des grands électeurs ont été renouvelés, avec les élections législatives françaises de 1997, les élections régionales françaises de 1998, les élections cantonales de 1994 et 1998 et les élections municipales françaises de 1995.

## Sénateurs sortants
| Sénateur | Sénateur        | Parti | Fonctions lors de l'élection en 1989   |
| -------- | --------------- | ----- | -------------------------------------- |
|          | Maurice Blin    | UDF   | Sénateur sortant                       |
|          | Hilaire Flandre | RPR   | Conseiller régional, maire d'Alincourt |

## Présentation des candidats
Les nouveaux représentants sont élus pour une législature de 9 ans au suffrage universel indirect par les 988 grands électeurs du département. 
Dans les Ardennes, les sénateurs sont élus au scrutin majoritaire à deux tours. 
| Candidats | Candidats          | Parti | Principale fonction                                    |
| --------- | ------------------ | ----- | ------------------------------------------------------ |
|           | Bernard Saiselet   | PCF   |                                                        |
|           | Régine Henry       | PCF   |                                                        |
|           | Raymond Goury      | Verts |                                                        |
|           | Jean Blanchemanche | PS    | Maire de Fumay                                         |
|           | Élisabeth Husson   | PS    | Conseillère régionale                                  |
|           | Maurice Blin       | UDF   | Sénateur sortant                                       |
|           | Michel Daval       | UDF   | Maire de Daval                                         |
|           | Hilaire Flandre    | RPR   | Sénateur sortant, maire d'Alincourt                    |
|           | Éric Wagner        | FN    |                                                        |
|           | Anne-Marie Delbé   | FN    | Conseillère régionale, conseillère municipale de Sedan |

## Résultats
| Candidat et parti politique | Candidat et parti politique | Candidat et parti politique | Premier tour | Premier tour | Second tour | Second tour |
| Candidat et parti politique | Candidat et parti politique | Candidat et parti politique | Voix         | %            | Voix        | %           |
| --------------------------- | --------------------------- | --------------------------- | ------------ | ------------ | ----------- | ----------- |
|                             | Maurice Blin                | UDF                         | 383          | 39,77        | 559         | 58,41       |
|                             | Hilaire Flandre             | RPR                         | 372          | 38,63        | 545         | 56,95       |
|                             | Élisabeth Husson            | PS                          | 293          | 30,43        | 346         | 36,15       |
|                             | Michel Daval                | UDF                         | 255          | 26,48        | 3           | 0,31        |
|                             | Jean Blanchemanche          | PS                          | 234          | 24,30        | 263         | 27,48       |
|                             | Bernard Saiselet            | PCF                         | 49           | 5,09         | 41          | 4,28        |
|                             | Régine Henry                | PCF                         | 48           | 4,98         | Retrait     | Retrait     |
|                             | Raymond Goury               | Verts                       | 22           | 2,28         | 43          | 4,49        |
|                             | Anne-Marie Delbé            | FN                          | 12           | 1,25         | 9           | 0,94        |
|                             | Émile Wagner                | FN                          | 11           | 1,14         | 9           | 0,94        |
|                             |                             |                             |              |              |             |             |
| Inscrits                    | Inscrits                    | Inscrits                    | 988          | 100,00       | 988         | 100,00      |
| Abstentions                 | Abstentions                 | Abstentions                 | 12           | 1,21         | 15          | 1,52        |
| Votants                     | Votants                     | Votants                     | 976          | 98,79        | 973         | 98,48       |
| Blancs et nuls              | Blancs et nuls              | Blancs et nuls              | 13           | 1,33         | 16          | 1,64        |
| Exprimés                    | Exprimés                    | Exprimés                    | 963          | 98,67        | 957         | 98,36       |